# 刘正山
刘正山（1974年—）中國陕西人。中国著名经济学家。

## 生平
1974年出生在陕西省，2007年获东北财经大学博士学位。已出版《幸福与幸福指数：理论构建与计量分析》、《大国地权——中国五千年土地制度变革史》、《寓言经济学》、《幸福经济学》、《爱情婚姻经济学》、《房地产投资分析（1—3版）》、《经济学林论剑》、《新编固定资产投资学》、《新编房地产投资学》等多部著作，在《经济学季刊》等学术期刊发表学术论文数十篇，在《联合早报》、《中国青年》、《南风窗》等报刊发表随笔、评论数百篇。

## 主要作品
- 《幸福与幸福指数：理论构建与计量分析》
- 《幸福经济学》
- 《爱情婚姻经济学》，山西人民出版社2010年版
- 《经济学林论剑：与60多位知名学者商榷》，福建人民出版社2006年版
- 《房地产投资分析》
- 《大国地权：中国五千年土地制度变革史》，華中科技大學出版社2014年版